# Келекян, Диран
Диран Келекян (арм. Տիրան Քելեկյան; 1862, Кайсери — 20 октября 1915, Чанкыры) — армяно-османский писатель, учитель, редактор и журналист. Профессор в Стамбульском университете. Был редактором двух газет: Cihan (с 1883 года) и Sabah (с 1908 года).

## Биография
Учился в Константинополе и во Французской академии наук в Марселе, затем стал преподавателем в Османском университете Константинополя. Бежал в Европу во время массовых убийств армян 1890-х годов и вернулся в Константинополь в 1898 году, став редактором Sabah. Вскоре снова бежал из страны, провёл середину 1900-х годов в Каире и вернулся после Младотурецкой революции. Также работал корреспондентом Daily Mail и Presse Associe, публиковал журналистские работы на турецком языке, используя армянские буквы, составил франко-турецкий словарь.
В апреле 1915 года был арестован во время геноцида армян, депортирован в Чанкыры и убит.